# Pallava-Tempel
Die südindischen Pallava-Tempel entstanden während der politischen, wirtschaftlichen und künstlerischen Dominanz des Pallava-Reiches, also in etwa der Zeit zwischen 600 und 850 n. Chr. Danach übernahmen allmählich die Chola die Macht und eigneten sich einige der von den Pallava entwickelten Architekturideen und -formen an, die insgesamt am Beginn des Dravidischen Stils stehen.

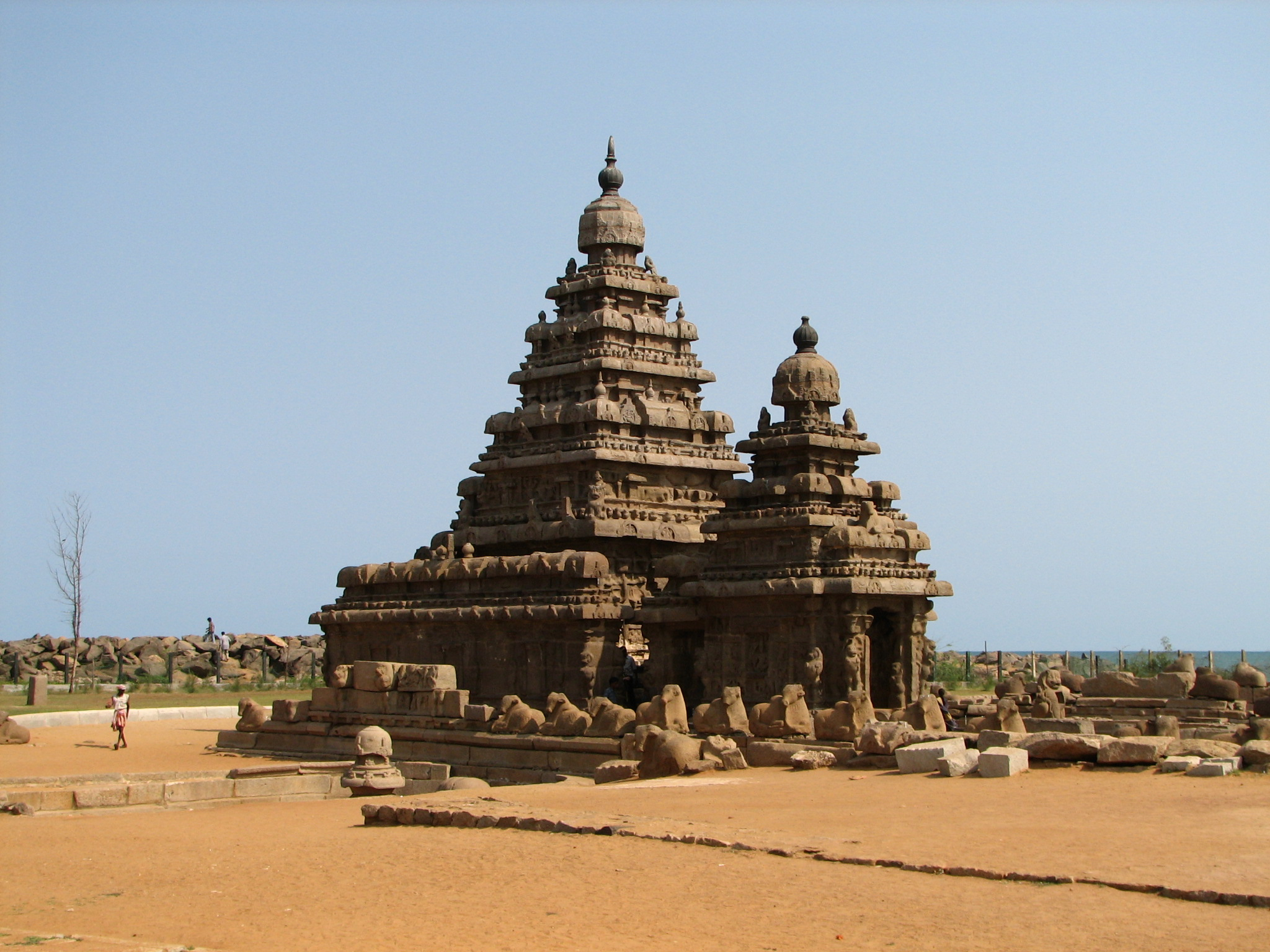
Der Küstentempel von Mamallapuram (um 700) gilt als der älteste oder – nach dem Kailasanatha-Tempel von Kanchipuram – als der zweitälteste Freibautempel Südindiens.

## Ausbreitung

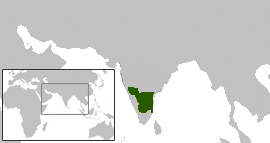
Pallava-Reich um 645

In seiner Blütezeit umfasste das Pallava-Reich große Teile Südindiens mit Ausnahme der zumeist von den Pandyas kontrollierten Südspitze und der Region im Westen der Westghats (heute: Kerala). Nach Norden wurde das Gebiet größtenteils durch das Chalukya-Reich begrenzt.

## Historischer Hintergrund
Von den Vorgängerdynastien der Pallavas in Südindien (Satavahanas, Kadambas, Gangas) sind keine Steinbauten überliefert – eine Ausnahme bildet lediglich der Pranaveshwara-Tempel bei Talagunda in Mittelindien. Man muss deshalb davon ausgehen, dass Wohn-, Palast- und Tempelbauten dieser Zeit aus Baumstämmen, Zweigen, Lehm oder zubehauenen Hölzern errichtet wurden. Die benachbarten und etwa gleichzeitigen Pandyas hinterließen nur wenige und eher unbedeutende Tempelbauten.

## Architektur-Phasen
Man kann die Pallava-Architektur in zwei Phasen einteilen, wobei aus keiner der beiden Phasen steinerne Palast- oder gar Wohnbauten überliefert sind, was darauf schließen lässt, dass derartige Bauten nicht aus Stein, sondern – unter Festhalten an überlieferten Traditionen – auch weiterhin aus Holz oder Lehm errichtet wurden. Die nachfolgende Unterteilung bezieht sich folglich allein auf Tempelbauten:

### Felstempel

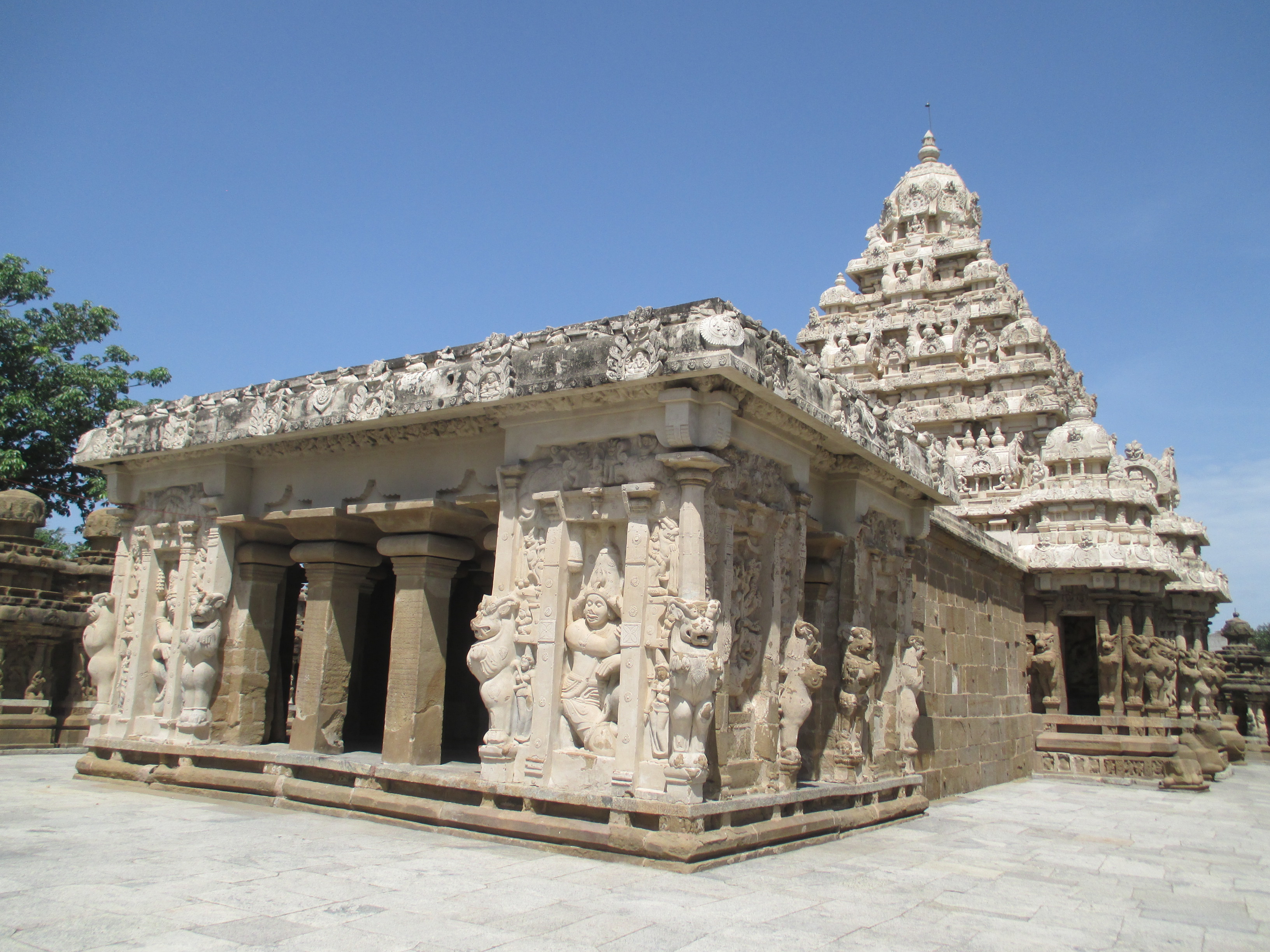
Kanchipuram, Kailasanatha-Tempel

Die Felsarchitektur unterteilt sich nochmals in eine frühe Gruppe von Höhlentempeln, zu denen vorrangig die in der Regierungszeit Mahendravarmans I. (ca. 610–630) aus (Granit-)Felsen herausgehauenen und meist dreiportaligen Tempel gehören; hierzu gehören unter anderem die Tempel von Mandagapattu, Kuranganilmuttam, Mahendravadi und Mamandur. Eine zweite Gruppe umfasst hauptsächlich die um 680 entstandenen freistehenden, aber nicht betretbaren monolithischen Experimentalbauten von Mamallapuram (Fünf Rathas), die ihrerseits zum Vorbild der späteren Freibautempel wurden.

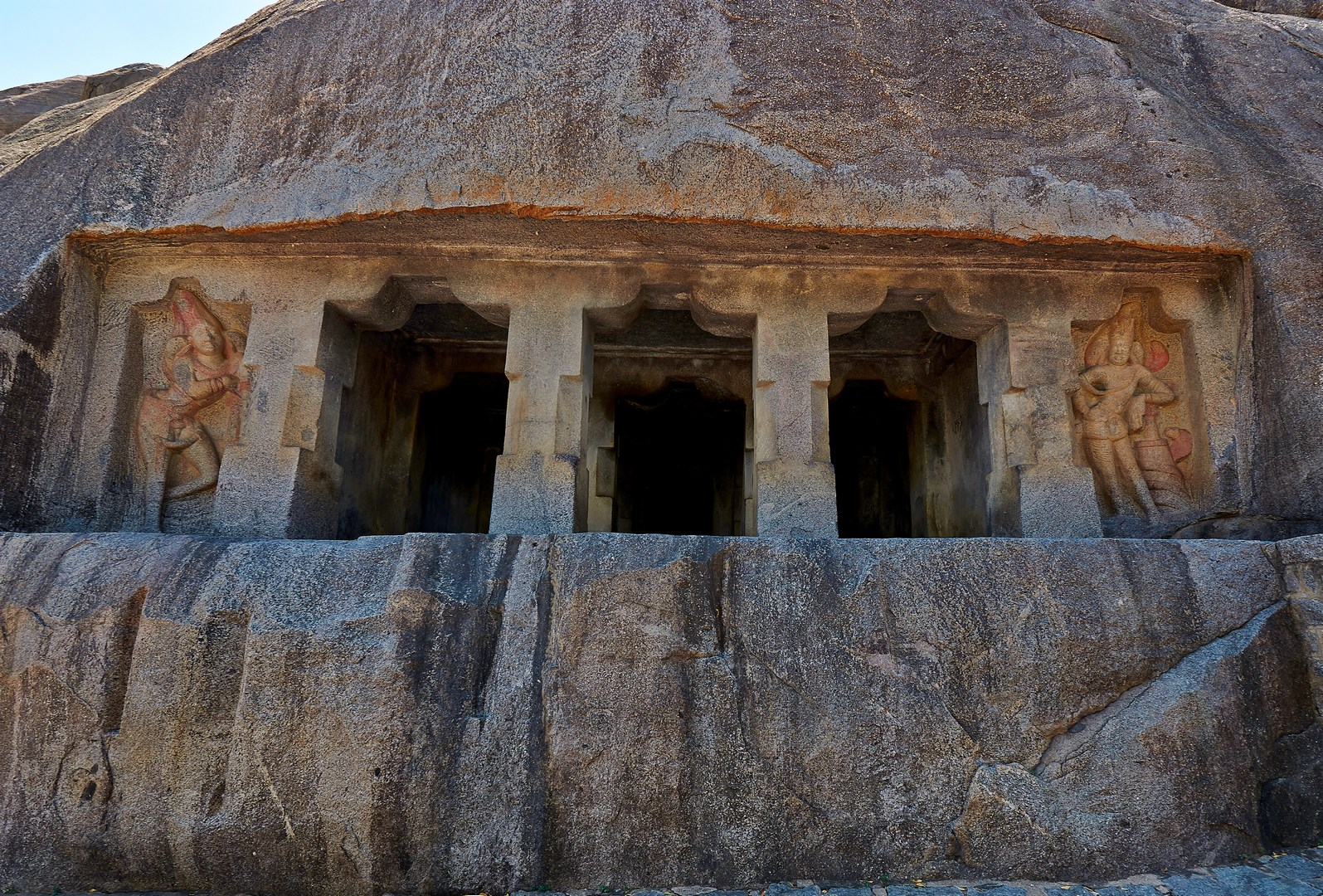
Höhlentempel bei Mandagapattu
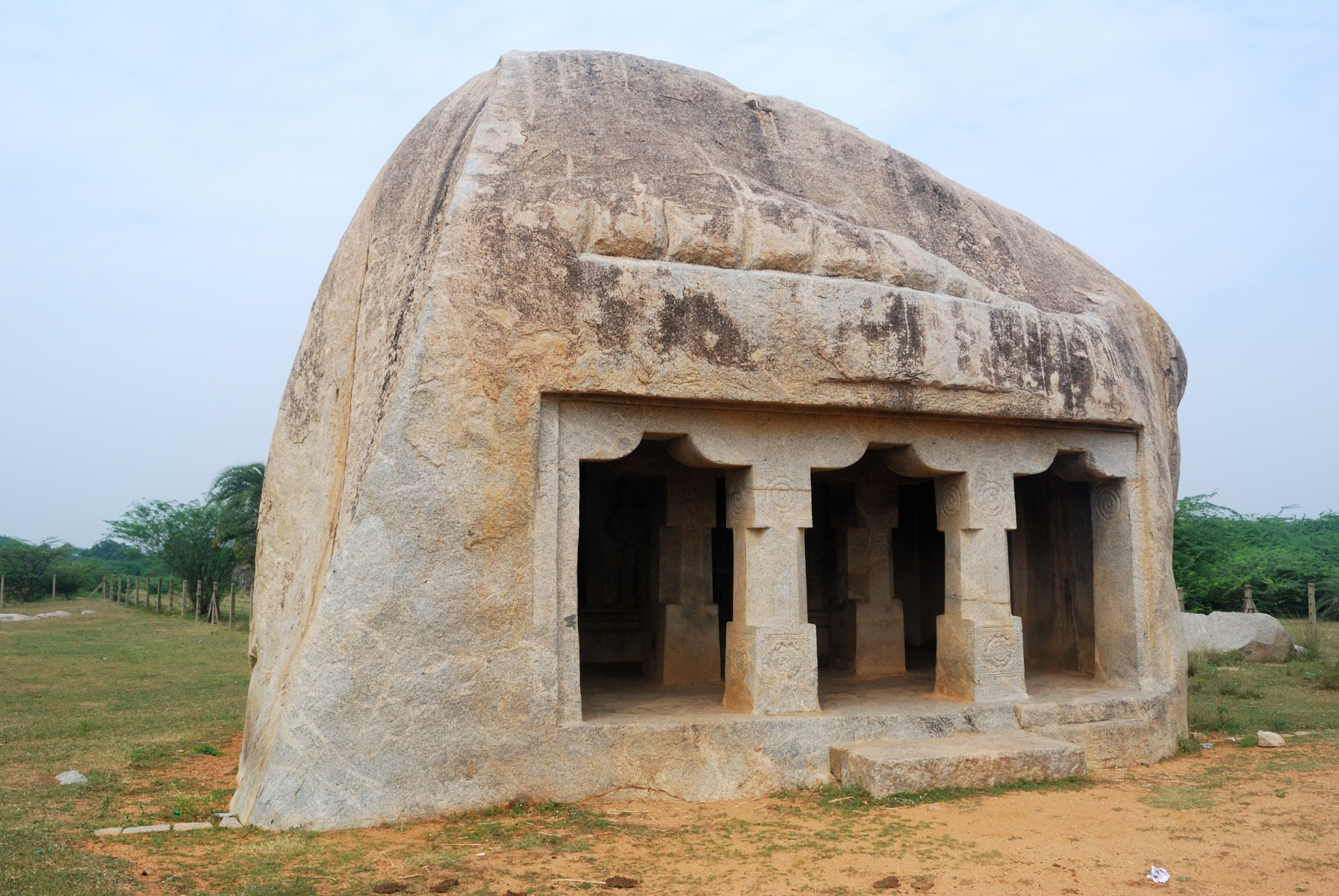
Höhlentempel bei Mahendravadi
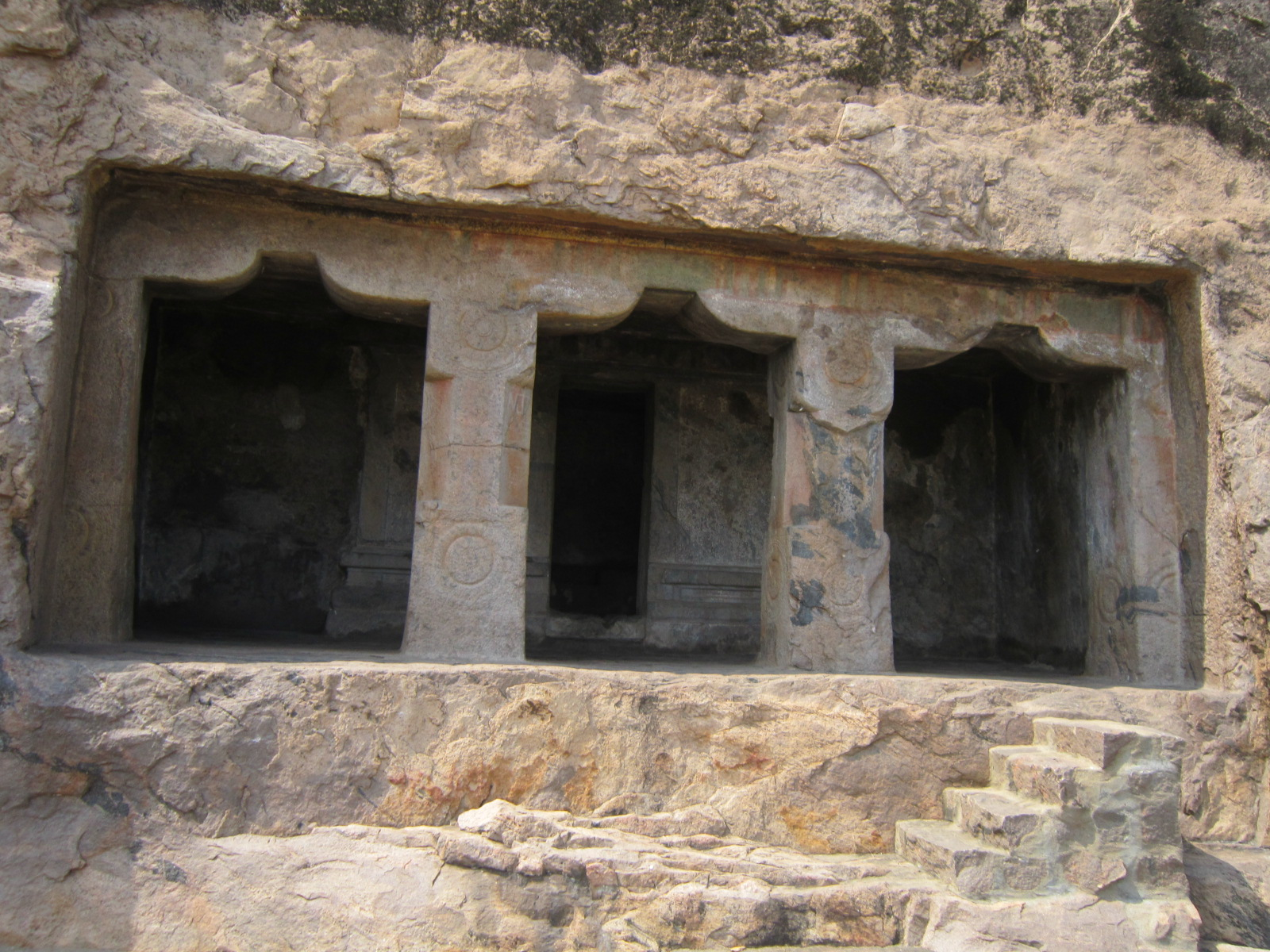
Höhlentempel bei Mamandur
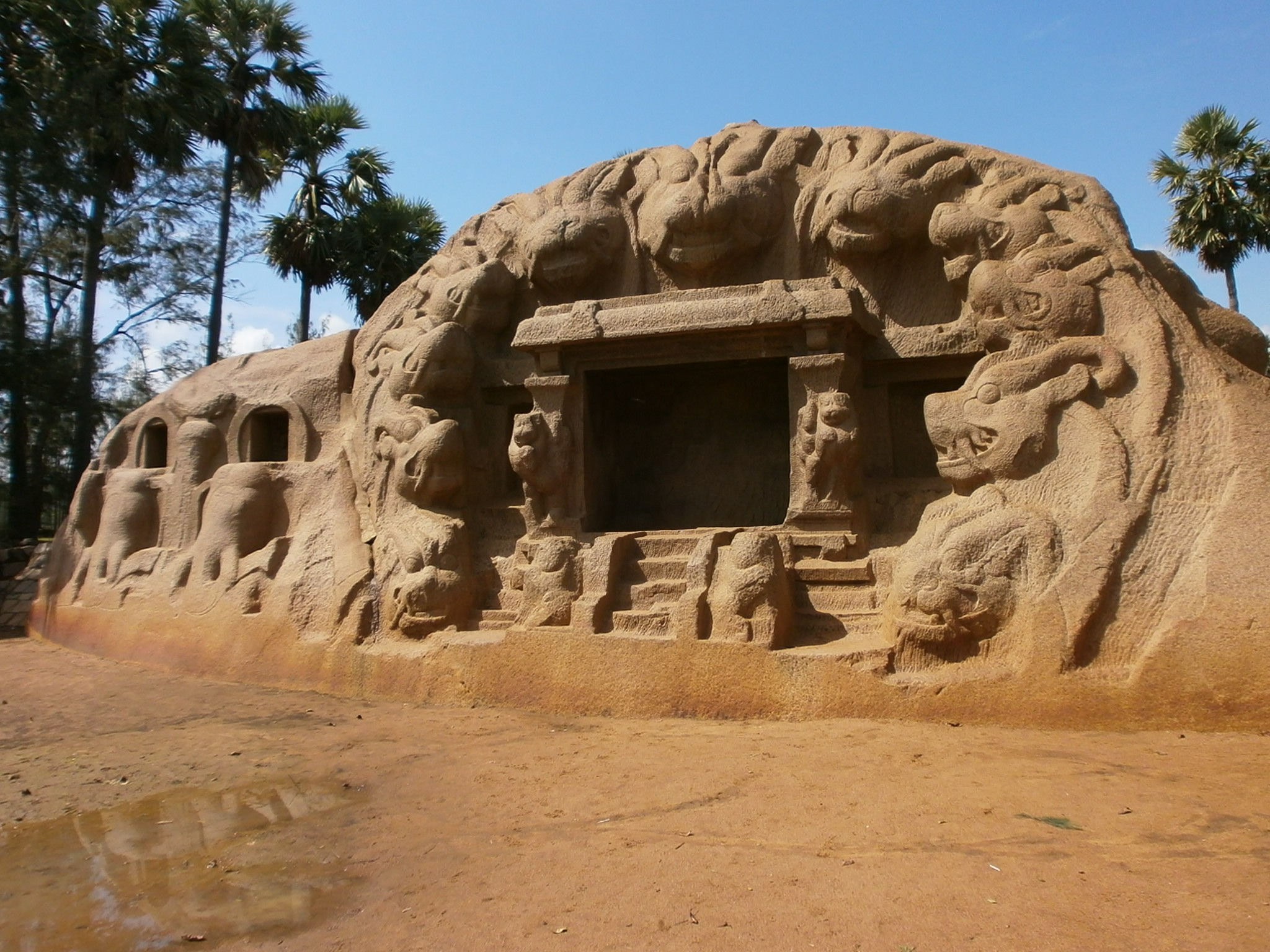
Höhlentempel (Tiger cave) bei Mamallapuram
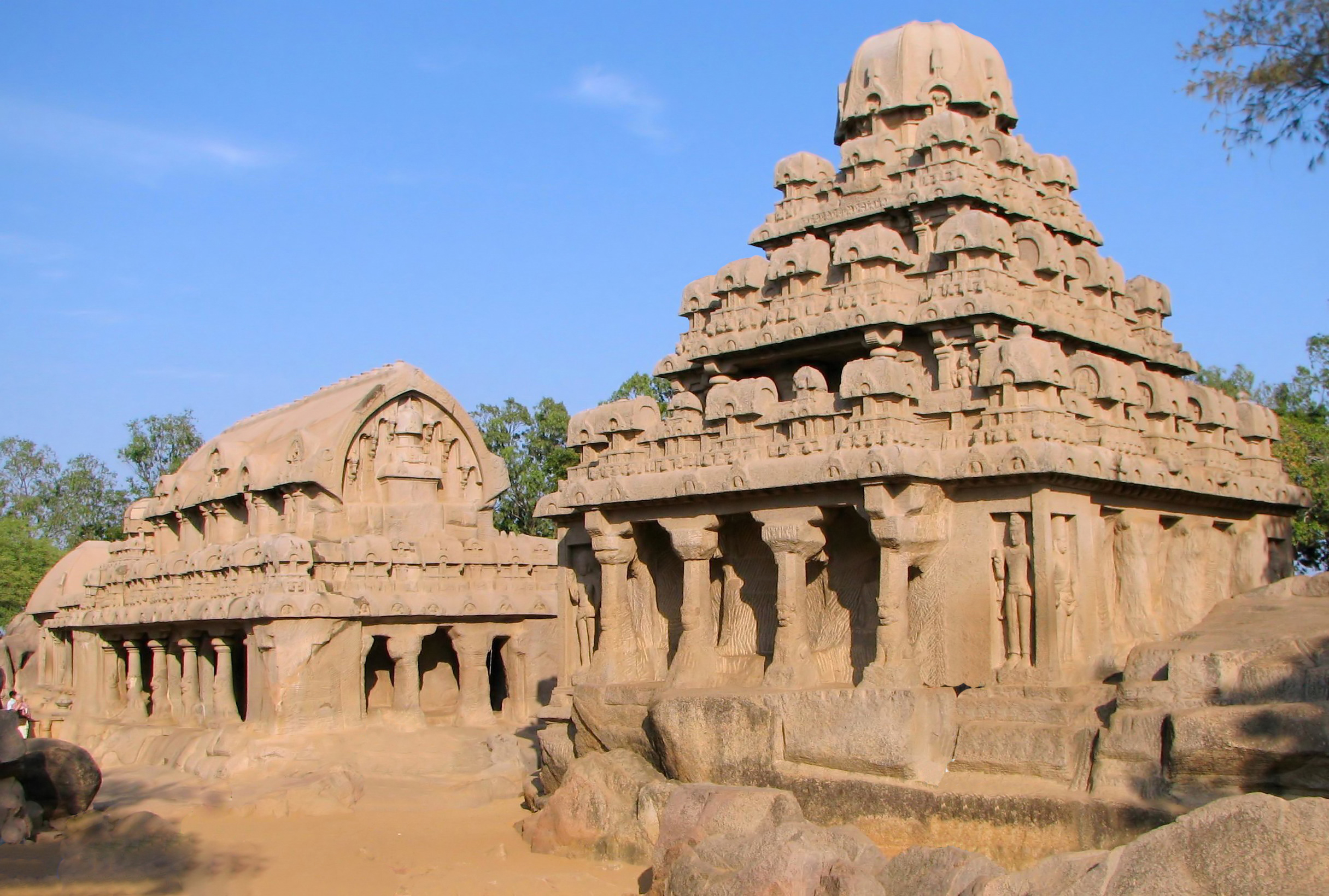
Mamallapuram, Rathas
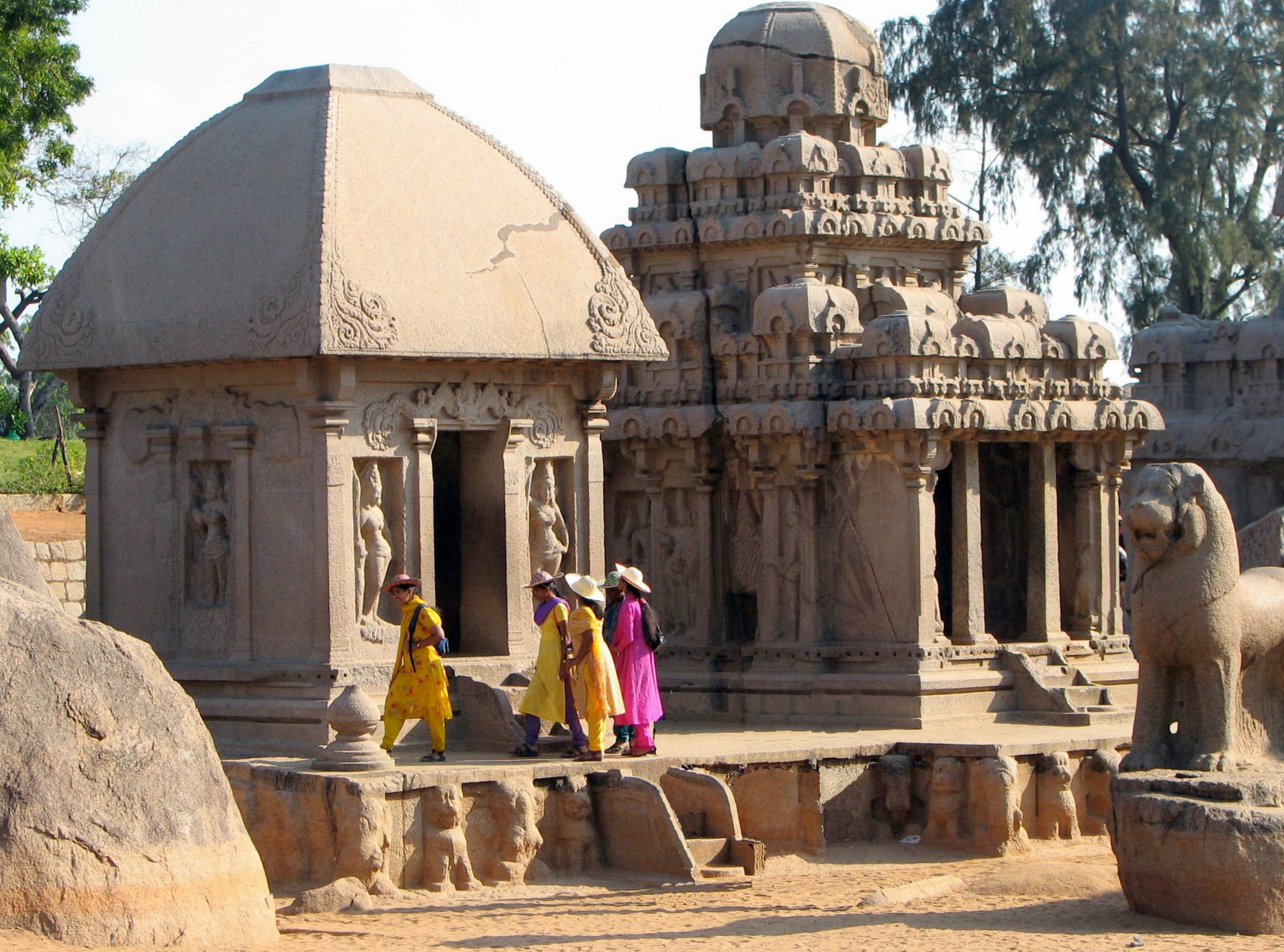
dto.

### Freibautempel
Aus Kosten-, Praktikabilitäts- oder ästhetischen Gründen entschlossen sich die Herrscher/Stifter und Baumeister gegen Ende des 7. Jahrhunderts die Tradition der Felsarchitektur aufzugeben; von nun an entstanden nur noch konstruktive Freibautempel wie der Kailasanatha-Tempel in Kanchipuram, der Küstentempel in Mamallapuram oder der Talagirisvara-Tempel bei Panamalai. Diese Tempel konnten allesamt größer, höher und insgesamt weitaus repräsentativer gebaut werden als dies mit der monolithischen Bauweise möglich war. Außerdem waren sie in einigen Fällen von einer Mauer umfangen, in die – erstmals in der Steinarchitektur Südindiens – ein Torbau (gopuram) integriert wurde, der sich bei späteren Bauten (z. B. am Minakshi-Tempel in Madurai) zum dominierenden Architekturelement Südindiens entwickeln sollte.

## Bauschmuck

### Felstempel
Die Felstempel zeigen einfache Stützen bestehend aus einem unteren und oberen Block mit einem dazwischen geschalteten Teilstück mit oktogonalem Querschnitt; die Blöcke sind in einigen Fällen ornamentiert (Rosetten). Die Portale werden oft von Wächtern (dvarapalas) gesichert, die zwar auf eine Keule (gada) gestützt sind (tribhanga), jedoch zumeist eine elegant-lässige Haltung einnehmen. In Mamallapuram werden die Höhlentempel weitaus aufwändiger dekoriert; außerdem entstehen die ersten thematischen Bildreliefs aus Stein im Süden Indiens (Vishnu-Narayana, Mahisasurmardini, „Herabkunft der Ganga“ bzw. „Buße Arjunas“ etc.).

### Freibautempel
Das Erdgeschoss der Rathas und der Freibautempel ist deutlich stärker gegliedert, aber nur in wenigen Fällen mit Figuren (Götter und Wächter) versehen. Die eigentliche Bauzier beginnt oft erst im Traufgesims, welches regelmäßig mit kleinen Blendfenstern (kudus) geschmückt ist. Über der zumeist quadratischen Cella (garbhagriha) erhebt sich ein mehrfach gestufter Turm (vimana), dessen Geschossebenen von Scheinbauten, Blend- oder Figurennischen verunklärt werden; das obere Ende  des Turmaufbaus bildet eine Art „Schirmkuppel“ mit einem kalasha-Krug als Spitze.

## Nachwirkungen
Die unter den späten Pallava in Mamallapuram entwickelten Bau- und Gestaltungsprinzipien sind als Weltkulturerbe anerkannt; sie wurden von ihren Nachfolgern, den Chola, fortgesetzt, weiterentwickelt und noch repräsentativer gestaltet – die Großen Tempel der Chola-Dynastie sind ebenfalls als Weltkulturerbe anerkannt.